# Cathédrale Saint-Georges de Sydney
Cette  cathédrale n’est pas la seule cathédrale Saint-Georges.
La cathédrale Saint-Georges de Sydney (en anglais : St George Antiochian Cathedral) est une cathédrale de l’Église orthodoxe d’Antioche située à Sydney, en Australie. Elle est le siège de l’archidiocèse d’Australie, de Nouvelle-Zélande et des Philippines.